# Bulionizm
Bulionizm – pochodzący od francuskiego słowa bullion (złoto lub srebro w sztabach) termin określający wczesny etap merkantylizmu powstałego w Europie XV i XVI w., propagowany w większości krajów europejskich.
Jego główną zasadą było utożsamianie bogactwa z gromadzeniem w kraju szlachetnych kruszców, przede wszystkim złota i srebra. Wierzono, że posiadanie tych kruszców ułatwia rozwój handlu i zwiększa dochody pieniężne państwa, toteż zakazywano ich wywozu poza granice kraju.